# Tiểu thuyết tâm trạng

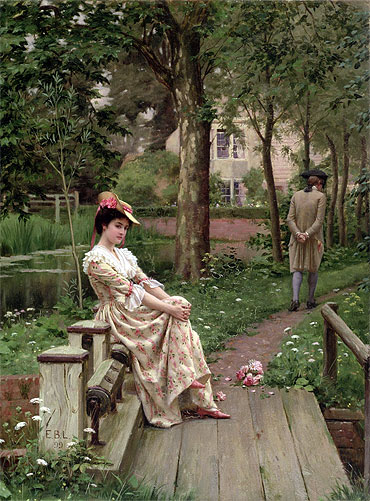
Tâm trạng của phụ nữ thất tình

Tiểu thuyết tâm trạng (tiếng Anh: Sentimental novel) hay còn gọi là tiểu thuyết dòng cảm xúc (tiếng Anh: Novel of sensibility) là một thể loại văn học thế kỷ XVIII và thế kỷ XIX khắc họa và nhấn mạnh các yếu tố đa sầu, đa cảm (tình cảm, tâm trạng, tâm tư, cảm xúc và sự lâm li, sự nhạy cảm). Chủ nghĩa cảm xúc, được phân biệt với tính nhạy cảm, là một trào lưu trong cả thơ ca và tiểu thuyết văn xuôi bắt đầu từ thế kỷ thứ XVIII để phản ứng với chủ nghĩa duy lý của văn học Augusta. Tiểu thuyết tâm trạng hay dòng tiểu thuyết đa cảm dựa trên biểu cảm cảm xúc, sự nhạy cảm, cả từ độc giả và nhân vật của chúng. Chúng có các cảnh đau khổ và dịu dàng, và cốt truyện được sắp xếp để thúc đẩy cả cảm xúc mãnh liệt và thôi thúc hành động. Kết quả là sự tôn vinh yếu tố "cảm xúc tinh tế", thể hiện các nhân vật như một hình mẫu cho hiệu ứng cảm xúc tinh tế, mẫn cảm, nhạy cảm. Khả năng thể hiện cảm xúc được cho là thể hiện tính cách và kinh nghiệm, trải nghiệm và định hình cuộc sống xã hội và các mối quan hệ. Tiểu thuyết tâm trạng là dòng văn chương bổ sung cho xu hướng xã hội thời bấy giờ hướng tới chủ nghĩa nhân văn và hướng tới giá trị cao hơn của cuộc sống con người. 
Dòng văn chương lâm ly bi đát này tập trung vào những thành viên yếu thế hơn trong xã hội, chẳng hạn như trẻ mồ côi và tội phạm bị kết án, và cho phép độc giả đồng cảm và thông cảm với hoàn cảnh họ, từ đó dần chuyển thành chủ nghĩa tình cảm ngày càng tăng trong xã hội và dẫn đến các phong trào xã hội kêu gọi thay đổi, chẳng hạn như bãi bỏ hình phạt tử hình và chế độ nô lệ. Thay vì án tử hình, tình cảm của quần chúng kêu gọi phục hồi nhân phẩm cho tội phạm, thay vì hình phạt hà khắc, nghiệt ngã. Tác phẩm Nỗi đau của chàng Werther xuất bản năm 1774 của Johann Wolfgang von Goethe rất lâm ly bi đát và ngay lập tức trở nên cực kỳ phổ biến khắp châu Âu, thậm chí còn truyền cảm hứng cho những người trẻ tuổi đồng cảm với nỗi đau khi Werther tự tử. Tác phẩm sau có ảnh hưởng đặc biệt quan trọng đến Jane Austen người đã nhắc đến tác phẩm này nhiều lần trong các lá thư của mình và bắt đầu chuyển thể tác phẩm thành một vở kịch để giải trí cho gia đình nhà bà. Tiểu thuyết Gothic và tình cảm được coi là một dạng tiểu thuyết đại chúng, đạt đến đỉnh cao phổ biến vào cuối thế kỷ XVIII. Chúng phản ánh sự thay đổi phổ biến từ các ý tưởng tân cổ điển về trật tự và lý trí sang cảm xúc và trí tưởng tượng, mộng mơ.

## Lịch sử
Trong số những tiểu thuyết tâm trạng nổi tiếng nhất bằng tiếng Anh có Pamela, or Virtue Rewarded (1740) của Samuel Richardson, Vicar of Wakefield (1766) của Oliver Goldsmith, Tristram Shandy (1759–1767) của Laurence Sterne và A Sentimental Journey (1768), The Fool of Quality (1765–1770) của Henry Brooke, The Man of Feeling (1771) của Henry Mackenzie và Castle Rackrent (1800) của Maria Edgeworth. Các ví dụ ở lục địa là tiểu thuyết Julie, hay nàng Heloise mới của Jean-Jacques Rousseau, cuốn tự truyện Lời thú tội (1764–1770) và tiểu thuyết Nỗi buồn của chàng Werther (1774) của Goethe. Tác giả Tobias Smollett đã cố gắng ám chỉ một mặt tối hơn của "giáo phái nhạy cảm" trong tác phẩm The Expedition of Humphry Clinker (1771) của ông. Một ví dụ khác về thể loại tiểu thuyết này là tác phẩm Evelina (1778) của Frances Burney, trong đó nhân vật nữ chính, mặc dù bản chất tốt, một phần vì được nuôi dưỡng ở nông thôn, đã mài giũa sự lịch sự của mình khi, trong khi đến thăm London, cô được giáo dục về phép tắc. Cuốn tiểu thuyết này cũng là khởi đầu của "hài kịch lãng mạn", mặc dù nó được dán nhãn là tiểu thuyết về hành vi và là tiền thân của Bildungsroman nữ theo truyền thống tiếng Anh được minh họa từ các nhà văn sau này như Jane Austen, Charlotte Brontë và George Eliot. 
Trong khi thể loại này đặc biệt gắn liền với nửa sau thế kỷ XVIII, nó vẫn tiếp tục tồn tại dưới một hình thức đã được sửa đổi cho đến thế kỷ XIX, đặc biệt là trong các tác phẩm của bà Henry Wood, người được nhớ đến dấu ấn đặc biệt với tác phẩm East Lynne (1861). Tuy nhiên, câu hỏi liệu Charles Dickens có phải là một tiểu thuyết gia tình cảm hay không vẫn còn gây tranh cãi. Valerie Purton trong cuốn sách năm 2012 của bà Dickens and the Sentimental Tradition, cho rằng ông tiếp tục các khía cạnh của truyền thống này, và lập luận rằng "những cảnh và nhân vật tâm trạng của ông [cũng] quan trọng đối với sức mạnh tổng thể của các tiểu thuyết như những nhân vật và cảnh tối tăm hoặc hài hước của ông", và rằng "Dombey and Son là ... chiến thắng vĩ đại nhất của Dickens trong truyền thống tâm trạng". Mặt khác, Encyclopædia Britannica trực tuyến bình luận rằng mặc dù có "một số mảng cảm xúc thái quá", chẳng hạn như cái chết được báo cáo của Tiny Tim trong A Christmas Carol (1843), "Dickens thực sự không thể được coi là một tiểu thuyết gia tình cảm". Tiểu thuyết tâm trạng đầu tiên được xuất bản tại Hoa Kỳ với tựa đề The Power of Sympathy của William Hill Brown xuất hiện ra công chúng vào năm 1791 và đề cập đến các chủ đề về quốc gia, sự quyến rũ và loạn luân. Tiểu thuyết của Hill được tiếp nối bởi tác phẩm vô cùng nổi tiếng The Coquette của Hannah Webster Foster, có các sự kiện dựa trên số phận cuộc đời bi thảm của người bản xứ Massachusetts Elizabeth Whitman đã sinh ra một đứa con ngoài giá thú và chết ngay sau đó tại một quán rượu ven đường. 
Tiểu thuyết tình cảm của Mỹ đã đạt được doanh số bán hàng và sự nổi tiếng lớn trong thời kỳ Antebellum. Các ví dụ mang tính bước ngoặt bao gồm tác phẩm The Wide, Wide World (1850) của Susan Warner, tác phẩm Uncle Tom's Cabin (1852) của Harriet Beecher Stowe, tác phẩm The Gates Ajar (1869) của Elizabeth Stuart Phelps và tác phẩm The Lamplighter (1854) của Maria Cummins. Tiểu thuyết tình cảm cũng tạo ra thể loại phụ tiểu thuyết gia đạo hay tiểu thuyết chuyện giao đình (Domestic fiction) vào đầu thế kỷ XIX, thường được gọi là tiểu thuyết xử thế (Conduct novel) để về mối quan hệ đối nhân xử thế trong gia đình. Nhân vật chính trong truyện trong tiểu thuyết gia đình thường được đặt trong thế giới gia đình, có thể là gia đình quyền quý, hào môn danh gia vọng tộc và tập trung vào một nhân vật chính là người phụ nữ trải qua nhiều loại khó khăn khác nhau, và được đặt cạnh một người phụ nữ ngốc nghếch và thụ động hoặc một người phụ nữ kém học vấn một cách thảm hại. Sự tương phản giữa hành động của người phụ nữ bản lĩnh, cá tính và sự vứt bỏ ra đi của cô ấy nhằm mục đích thu hút sự đồng cảm với hoàn cảnh của nhân vật và hướng dẫn họ về cách ứng xử được mong chờ của phái nữ. Tiểu thuyết chuyện gia đình sử dụng chủ nghĩa tình cảm như một công cụ để thuyết phục độc giả về tầm quan trọng của thông điệp của nó mang lại. 

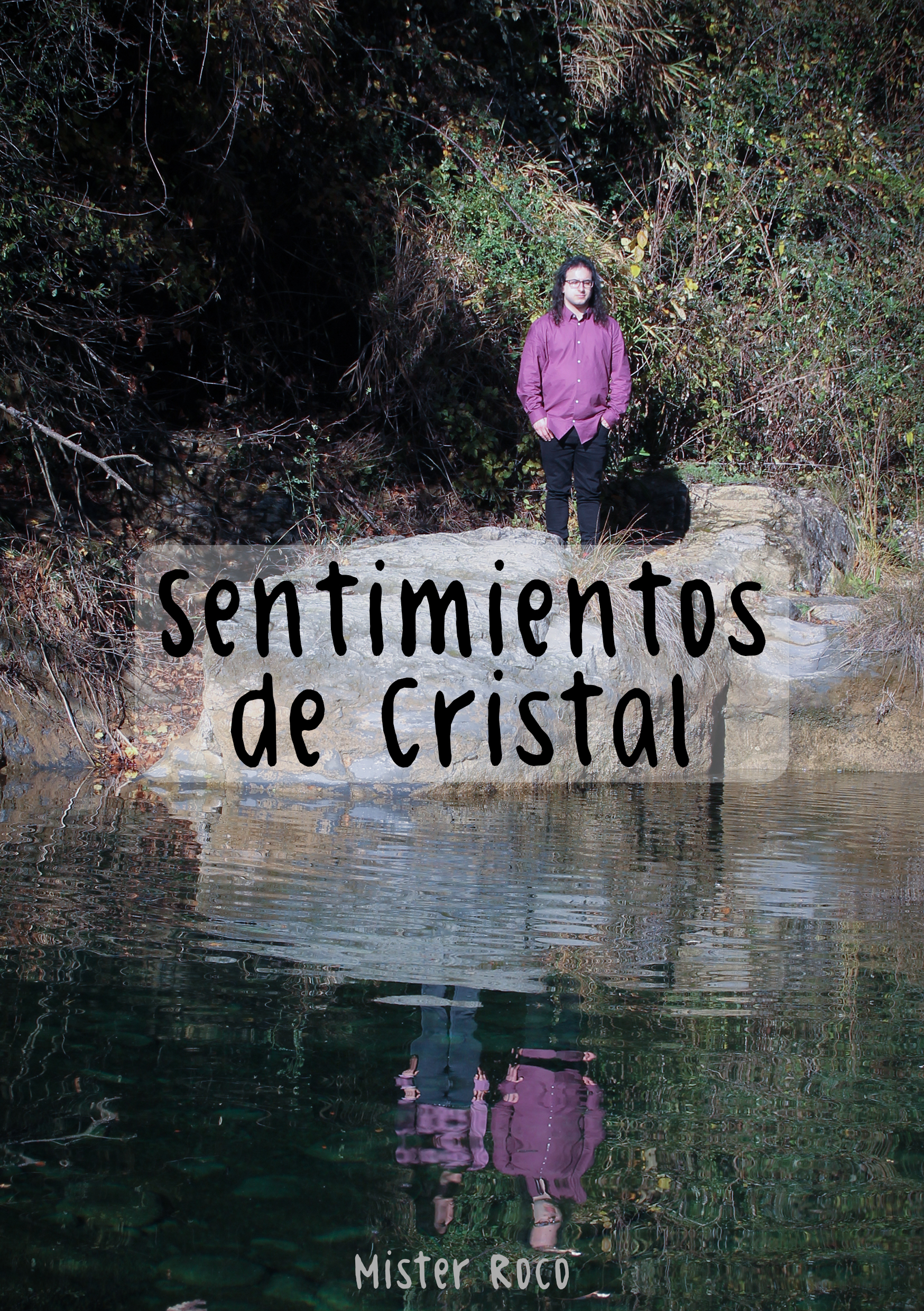
Tiểu thuyết tâm trạng đương đại

Vào cuối thế kỷ XIX, dòng văn học tâm trạng phải đối mặt với những lời phàn nàn về sự phong phú của thứ "cảm xúc rẻ tiền" và sự phô bày cơ thể quá mức. Các nhà phê bình, và cuối cùng là công chúng, bắt đầu thấy chủ nghĩa tình cảm biểu hiện trong xã hội như các triệu chứng thể chất không lành mạnh như lo lắng và quá nhạy cảm, và thể loại này bắt đầu giảm mạnh về mức độ phổ biến. Tiểu thuyết gia Henry Fielding, sau này được biết đến với tiểu thuyết The History of Tom Jones, a Foundling (1749), châm biếm phong cách mùi mẫn trong các tiểu thuyết đầu tay của ông Shamela (1741) và Joseph Andrews (1742). Sense and Sensibility (1811) của Jane Austen thường được coi là "một châm biếm dí dỏm của tiểu thuyết tâm trạng" bằng cách đối chiếu các giá trị của Thời đại Khai sáng (lý trí, lý lẽ) với các giá trị của thế kỷ XVIII sau này (sự mẫn cảm, cảm giác) trong khi khám phá thực tế lớn hơn trong cuộc sống của phụ nữ, đặc biệt là thông qua mối quan tâm về hôn nhân và thừa kế. 
Cách biểu đạt này đối với Lý trí và tình cảm nói riêng và tiểu thuyết của Austen nói chung đã trở nên phức tạp và được sửa đổi bởi các nhà phê bình gần đây như Claudia L. Johnson (với tác phẩm Jane Austen: Phụ nữ, Chính trị và Tiểu thuyết năm 1988 và Những sinh vật không rõ ràng: Chính trị, Giới tính và Tình cảm trong những năm 1790 năm 1995), Jillian Heydt-Stevenson (Những sự kết hợp không phù hợp của Austen (2005)), và Christopher C. Nagle (Tình dục và Văn hóa tình cảm trong Kỷ nguyên lãng mạn Anh năm 2007), tất cả đều nhìn thấy những năng lượng hỗn loạn và thậm chí là phá hoại đang diễn ra trong tác phẩm của bà, lấy cảm hứng từ truyền thống tâm trạng. James Joyce đã nhại lại tiểu thuyết tâm trạng trong tập phim "Nausicaa" của Ulysses (1918–1920). Nhân vật Gerty MacDowell được lấy cảm hứng từ nhân vật chính của tác phẩm The Lamplighter (1854), một tác phẩm bán chạy nhất thế kỷ XIX. Frederick Douglass đã lấy cảm hứng từ việc đấu tranh chống lại chế độ nô lệ và tình trạng ràng buộc của chính mình nói chung trong tác phẩm nổi tiếng Câu chuyện của ông thông qua bài phát biểu của nhà viết kịch Sheridan trong tác phẩm The Columbian Orator kể chi tiết về một cuộc đối thoại hư cấu giữa một chủ nhân và một nô lệ.